# Xã hội học
Xã hội học là khoa học về các quy luật và tính quy luật xã hội chung, và đặc thù của sự phát triển và vận hành của hệ thống xã hội xác định về mặt lịch sử; là khoa học về các cơ chế tác động và các hình thức biểu hiện của các quy luật đó trong các hoạt động của cá nhân, các nhóm xã hội, các giai cấp và các dân tộc.
Xã hội học là môn khoa học xã hội còn rất non trẻ, mặc dù vậy nó cũng có một lịch sử phát triển riêng biệt. Trước thế kỷ XIX, xã hội học chưa tồn tại như một môn khoa học độc lập mà bị hòa tan vào trong các khoa học khác như nhân chủng học, dân tộc học, nhân học, tâm lý học, tâm lý học xã hội và đặc biệt là triết học - môn khoa học của mọi khoa học.
Xã hội học xuất hiện ở châu Âu thế kỷ XIX với tư cách là một tất yếu lịch sử xã hội. Tính tất yếu đó thể hiện ở nhu cầu và sự phát triển chín muồi các điều kiện và tiền đề biến đổi và nhận thức đời sống xã hội. Các biến động to lớn trong đời sống kinh tế, chính trị và xã hội châu Âu vào thế kỷ XVIII và nhất là thế kỷ XIX đã đặt ra những nhu cầu thực tiễn mới đối với nhận thức xã hội.

## Lịch sử
Bắt đầu từ thế kỷ XVIII, đời sống xã hội ở các nước châu Âu trở nên hết sức phức tạp. Cuộc cách mạng công nghiệp 1750 đã đưa đến những đảo lộn ghê gớm. Chủ nghĩa tư bản đã tạo ra những đô thị công nghiệp khổng lồ gây nên những làn sóng chuyển dịch dân cư lớn, kèm theo đó là những mâu thuẫn giai cấp, mâu thuẫn dân tộc, mâu thuẫn tôn giáo căng thẳng, các quan hệ xã hội ngày càng thêm đa dạng và phức tạp. Xã hội rơi vào trạng thái biến động không ngừng: chiến tranh, khủng hoảng kinh tế, xung đột chính trị, suy thoái đạo đức, phân hoá giàu nghèo, bùng nổ dân số, các thiết chế cổ truyền tan rã hàng loạt... Những biến đổi chính trị, xã hội ở châu Âu đã đặt ra câu hỏi lý luận cơ bản của xã hội học. Đó là vấn đề làm thế nào phát hiện và sử dụng các quy luật tổ chức xã hội để góp phần tạo ra trật tự và tiến bộ xã hội. Các nhà triết học, các nhà khoa học xã hội thế kỷ XVIII và thế kỷ XIX khát khao nghiên cứu các hiện tượng, quá trình xã hội để phát hiện ra các quy luật tự nhiên của tổ chức xã hội, đặc biệt là "các quy luật của sự phát triển, tiến bộ xã hội". Trước tình hình như thế, xã hội nảy sinh một yêu cầu cấp thiết là cần phải có một ngành khoa học nào đó đóng vai trò tương tự như một bác sĩ luôn luôn theo dõi cơ thể sống - xã hội tiến tới giải phẫu các mặt, các lĩnh vực khác nhau trên bề mặt cắt của nó từ tầm vĩ mô đến vi mô, kể cả khi xã hội đó thăng bằng cũng như khi mất thăng bằng để chỉ ra trạng thái thật của xã hội đó, phát hiện ra những vấn đề xã hội (social problems), dự báo khuynh hướng phát triển của xã hội, và chỉ ra những giải pháp có tính khả thi.
Tại Châu Âu xuất hiện các cuộc cách mạng chính trị làm thay đổi sâu sắc xã hội và có ảnh hưởng lên toàn thế giới. Cuộc đại cách mạng Pháp năm 1789, làm biến đổi chính trị, xã hội quan trọng góp phần làm thay đổi căn bản thể chế chính trị, trật tự xã hội và các thiết chế xã hội châu Âu thế kỷ XVIII. Cuộc cách mạng này đã không chỉ mở đầu cho thời kỳ tan rã chế độ phong kiến, nhà nước quân chủ mà còn thay thế trật tự cũ đó bằng một trật tự chính trị xã hội mới là nhà nước tư sản. Công xã Paris năm 1871 - mâu thuẫn sâu sắc về lợi ích giữa các tầng lớp xã hội và nhất là giữa giai cấp công nhân và giai cấp tư sản đã lên đến đỉnh điểm làm bùng nổ cuộc cách mạng vô sản đầu tiên trên thế giới vào cuối thế kỷ XIX; và sau này là cuộc cách mạng tháng Mười Nga năm 1917.
Tiền đề lý luận và phương pháp luận làm nảy sinh xã hội học bắt nguồn từ những tư tưởng khoa học và văn hóa thời đại Phục Hưng thế kỷ XVIII (thời kỳ Khai sáng). Sự phát triển mạnh mẽ của khoa học và đặc biệt là phương pháp luận nghiên cứu khoa học cũng là nhân tố quan trọng cho sự ra đời xã hội học. Các cuộc cách mạng khoa học diễn ra ở thế kỷ XVI, XVII và đặc biệt là thế kỷ XVIII đã làm thay đổi căn bản thế giới quan và phương pháp luận khoa học. Các cuộc cách mạng thương mại và công nghệ cuối thế kỷ XVIII đã làm lay chuyển tận gốc trật tự kinh tế cũ tồn tại và phát triển hàng trăm năm trước đó. Hình thái kinh tế xã hội phong kiến bị sụp đổ từng mảng lớn trước sự bành trướng của thương mại và công nghiệp. Sự tác động của tự do hóa thương mại, tự do hóa sản xuất và đặc biệt là tự do hóa lao động; hệ thống tổ chức quản lý kinh tế theo kiểu truyền thống đã bị thay thế bằng cách tổ chức xã hội hiện đại. Do vậy, thị trường đã được mở rộng, hàng loạt nhà máy, xưởng và tập đoàn kinh tế đã ra đời thu hút nhiều lao động từ nông thôn ra thành thị làm thuê. Của cải, đất đai, tư bản không còn tập trung trong tay tầng lớp phong kiến mà rơi vào tay giai cấp tư sản. Sự xuất hiện và phát triển hệ thống kinh tế tư bản chủ nghĩa đã phá vỡ trật tự xã hội phong kiến gây những xáo trộn và biến đổi trong đời sống kinh tế xã hội của các tầng lớp, giai cấp và các nhóm xã hội. Từ đó nảy sinh nhu cầu thực tiễn phải lập lại trật tự, ổn định xã hội và nhu cầu nhận thức để giải quyết những vấn đề mới mẻ nảy sinh từ cuộc sống đang biến động đó. Trong bối cảnh đó, Xã hội học đã ra đời để đáp ứng nhu cầu nhận thức các biến đổi xã hội và lập lại trật tự xã hội.
Sau khi ra đời, xã hội học đã phát triển rực rỡ và có được những bước tiến dài trong việc xây dựng nền tảng cũng như các phân ngành xã hội học ở các nước công nghiệp phát triển. Có thể nói những thành tựu to lớn mà các nước công nghiệp phát triển đạt được là có sự đóng góp đáng kể của ngành khoa học xã hội học. Ngày nay, xã hội học đã có mặt ở hầu khắp các nước trên thế giới và chiếm một vị trí xứng đáng trong hệ thống lý thuyết cũng như ứng dụng. Nó được coi là môn khoa học phát triển. Rất nhiều trường phái xã hội học hiện đai nổi tiếng có ảnh hưởng lớn trên thế giới. Chẳng hạn như trường phái lý thuyết hệ thống của Talcott Parsons (Đại học Harvard), trường phái xã hội học đô thị (Đại học Chicago), trường phái xã hội học tội phạm (Đại học Michigan), trường phái lý thuyết tương tác biểu tượng (Đại học Chicago),...

## Những người sáng lập

### Auguste Comte(1798-1857)
| “               | Xã hội học là khoa học về các quy luật của tổ chức xã hội. | ” |
| — Auguste Comte |                                                            |   |

Thuật ngữ "Xã hội học" (sociology) bắt nguồn từ gốc chữ latin: Societas (xã hội) và chữ Hy Lạp: Lógos (ngôn từ, học thuyết). Khái niệm này được chính A. Comte xây dựng và đưa vào hệ thống tri thức khoa học lần đầu tiên vào năm 1838. Ông là nhà vật lý học, toán học, thiên văn học và triết học người Pháp. Ông nổi tiếng về "quy luật ba trạng thái" nhằm giải thích sự vận động và phát triển của xã hội. Ông chia xã hội ra thành hai phần "tĩnh học xã hội" (statical society) và "động học xã hội" (dynamic society). Ông cũng đúc kết ra lý thuyết "nhận thức thực chứng" khởi đầu cho xã hội học thực nghiệm. Ông được coi không chỉ là người đặt tên mà còn thực sự đặt những viên gạch lý thuyết đầu tiên cho ngành khoa học này.
Các tác phẩm chính của ông là: Giáo khoa về triết học thực chứng (1830-1842), Hệ thống xã hội thực chứng (1851-1858)

### Karl Marx(1818-1883)
| “           | Các nhà triết học cho tới nay mới chỉ giải thích thế giới. Vấn đề là biến đổi thế giới. | ” |
| — Karl Marx |                                                                                         |   |

Nhà triết học, kinh tế học người Đức. Lúc sinh thời Karl Marx không coi mình là nhà xã hội học, nhưng những tư tưởng trong di sản đồ sộ của ông đã ảnh hưởng rất lớn đến sự hình thành và phát triển của xã hội học. Dường như tất cả các nhà xã hội học hiện đại khi giải thích xã hội đều tiếp cận bằng lý thuyết mâu thuẫn và xung đột của K. Marx. Các nhà xã hội học "đều vay mượn của Marx các lý giải về giai cấp, ngay cho dù nhà xã hội học đó kết thúc bằng cách bài bác Marx như là sai lầm và bị lịch sử vượt qua". Marx viết "Lịch sử tất cả các xã hội tồn tại từ trước đến ngày nay chỉ là lịch sử đấu tranh giai cấp... một cuộc đấu tranh bao giờ cũng kết thúc hoặc bằng một cuộc cải tạo cách mạng toàn bộ xã hội, hoặc bằng sự diệt vong của hai giai cấp đấu tranh với nhau". K.Marx chủ yếu sử dụng lý thuyết mâu thuẫn để làm sáng tỏ biến chuyển xã hội. Đó là mâu thuẫn giữa lực lượng sản xuất và quan hệ sản xuất, giữa các giai cấp cơ bản kiến tạo nên xã hội. Các vấn đề như: phân tầng xã hội, tội phạm, biến chuyển xã hội,... đều được các nhà xã hội học đương đại xem xét dưới ánh sáng lý thuyết mâu thuẫn của Marx.
Các tác phẩm chính: Gia đình thần thánh (1845), Hệ tư tưởng Đức (1846), Sự khốn cùng của triết học (1847), Tư bản (1875).

### Herbert Spencer(1820-1903)
| “                 | Xã hội như là cơ thể sống. | ” |
| — Herbert Spencer |                            |   |

Nhà triết học và xã hội học người Anh. Ông được coi là cha đẻ của triết học tiến hóa. Herbert Spencer đã dùng lý thuyết này để giải thích sự biến đổi xã hội. Mặc dù một vài quan điểm của ông bị phê phán nhưng vai trò của ông vẫn có những ảnh hưởng lớn tới các nhà xã hội học hậu thế.
Các tác phẩm chính: Thống kê xã hội (1950), Nghiên cứu xã hội học (1837), Các nguyên tắc của xã hội học (1876), Xã hội học mô tả (1873-1881).

### Emile Durkheim(1858-1917)
| “                | Khi giải thích hiện tượng xã hội ta cần phân biệt nguyên nhân gây ra hiện tượng đó và chức năng mà hiện tượng đó thực hiện. | ” |
| — Emile Durkheim | |   |

Nhà xã hội học nổi tiếng được coi là cha đẻ của xã hội học Pháp. Ông là người lập ra chuyên ngành xã hội học ở trường Đại học Bordeaux và ở Đại học Sorbonne của Paris. Các nhà xã hội học trên thế giới ngày nay đều ảnh hưởng rất nhiều lối tiếp cận cấu trúc-chức năng của ông. E. Durkheim đã cố gắng tách các sự kiện, hiện tượng xã hội ra khỏi sự chi phối của con người và yêu cầu xem xét chúng như các "vật thể" để không áp đặt vào chúng những định kiến đã có sẵn. Ông cũng là người sáng lập ra "Niên giám xã hội học" nhằm tập hợp các công trình khoa học của các nhà xã hội học đương thời. Ông là người có công lao rất lớn trong việc hình thành và phát triển ngành xã hội học hiện đại.
Các tác phẩm chính: Phân công lao động xã hội (1893), Các quy tắc của phương pháp xã hội học (1897), Tự tử (1897), Các hình thức cơ bản của đời sống tôn giáo (1912).
Emile Durkheim đã phát biểu rằng: cuối cùng thì nhà xã hội học phải chẩn đoán xem xã hội ở trong tình trạng "khỏe mạnh" hay "bệnh tật" và sau đó nhà xã hội học phải kê đơn những loại thuốc cần cho sức khỏe của xã hội. Và mãi cho đến nửa sau của thế kỷ XIX, xã hội học mới xuất hiện với tư cách là một môn khoa học độc lập có đối tượng, chức năng và phương pháp riêng biệt.

### Max Weber(1864-1920)
| “           | Xã hội học... là khoa học cố gắng giải nghĩa hành động xã hội và... tiến tới cách giải thích nhân quả về đường lối và hệ quả của hành động xã hội. | ” |
| — Max Weber | |   |

Nhà xã hội học Đức, được coi là một trong những nhà xã hội học lớn nhất đầu thế kỷ XX. Lĩnh vực được ông chú ý nhiều là hành động xã hội. Ngoài ra, Max Weber còn dành khá nhiều thì giờ nghiên cứu về đạo Tin lành, về tổ chức quan liêu, về sự phát triển của chủ nghĩa tư bản,... Những tư tưởng của ông đã để lại khá đậm nét cho các thế hệ xã hội học sau này không chỉ về lý thuyết mà còn các phương pháp tiếp cận xã hội.
Các tác phẩm chính: Những tiểu luận phương pháp luận (1902), Nền đạo đức Tin lành và tinh thần của chủ nghĩa tư bản (1904 - 1905), Kinh tế và xã hội (1910-1914), Xã hội học tôn giáo (1916).

## Đối tượng và chức năng

### Đối tượng nghiên cứu
Xã hội học là gì? Một câu hỏi không dễ trả lời trong một định nghĩa ngắn gọn. Các cuộc tranh luận dữ dội về vấn đề này đã tạm lắng dịu. Các nhà xã hội hội học đều cảm thấy có lý rằng "đơn giản là không có một xã hội học được duy nhất thừa nhận và cung cấp được tất cả các câu trả lời" vì "do không có kiểu phát triển duy nhất của xã hội cho nên không thể có quan điểm xã hội học duy nhất". Các nhà xã hội học đương đại đi tìm câu trả lời cho các câu hỏi như: xã hội học nghiên cứu cái gì?, nghiên cứu những lĩnh vực nào của đời sống xã hội?, và nghiên cứu nó như thế nào?
Trước hết xã hội học nghiên cứu mặt xã hội của xã hội. Nhưng mặt xã hội đó lại là đối tượng nghiên cứu chung của nhiều ngành khoa học khác nhau. Chẳng hạn nó là đối tượng của khoa học kinh tế khi nghiên cứu về sản xuất, phân phối, trao đổi, tiêu dùng vật chất, hoặc nó trở thành đối tượng của khoa học chính trị khi nghiên cứu về quyền lực, nó là đối tượng của khảo cổ học khi nghiên cứu những gì còn lại của những nền văn minh đã mất,... Còn "xã hội học là khoa học nghiên cứu chủ yếu về các khuôn mẫu của các tương tác con người trong xã hội (social interactions)". Các tương tác đó diễn ra trong trường quan hệ xã hội giữa các chủ thể xã hội (cá nhân, nhóm, cộng đồng, xã hội tổng thể) diễn ra trong các hoạt động xã hội (sản xuất, văn hóa, tái sản sinh xã hội, quản lý, giao tiếp). Để nghiên cứu được những điều đó, xã hội học phải bắt đầu từ các sự kiện, hiện tượng và quá trình xã hội. Trên cơ sở đó nhằm nắm bắt cho được trạng thái chất lượng của xã hội ở tầm vĩ mô hay vi mô, ở bề mặt cắt hay tầng sâu tiềm ẩn, ở một thời gian cụ thể và trong một không gian xác định với mục đích là thay đổi trạng thái đó theo chiều hướng có lợi hơn và tiến bộ hơn. Như thế nếu xã hội học sử dụng kết quả của khảo cổ học hay dân tộc học khi nghiên cứu quá khứ, thì cũng là để phục vụ cho việc nắm bắt trạng thái xã hội đương đại. Tương tự như thế, xã hội học có thể liên kết chặt chẽ với tâm lý xã hội, nhân chủng học, kinh tế học hay luật học thì mục tiêu cuối cùng hướng đến cũng là đi tìm về một trang thái xã hội hiện thực nào đó.

### Chức năng
Mỗi một môn khoa học đều có một số chức năng nhất định. Chức năng của mỗi môn khoa học được phản ánh ở mối quan hệ và sự tác động qua lại của chính môn khoa học đó với thực tiễn xã hội. Xã hội học có sáu chức năng cơ bản sau đây:
A. Chức năng nhận thức. Xã hội học cũng giống như các môn khoa học khác là trang bị cho người nghiên cứu môn học những tri thức khoa học mới, nhờ đó mà chúng ta có được nhãn quan mới mẻ hơn khi tiếp cận tới các hiện tượng xã hội, sự kiện xã hội và quá trình xã hội vốn rất gần gũi rất quen thuộc quanh chúng ta, và như thế xã hội hiện ra dưới mắt chúng ta sáng rõ hơn mà trước đó chúng ta chưa bao giờ được biết đến hoăc biết đến rất ít.
B. Chức năng tư tưởng. Xã hội học giúp chúng ta nhận thức đầy đủ sức mạnh và vị trí của con người trong hệ thống xã hội, góp phần nâng cao tính tích cực xã hội của cá nhân và hình thành nên tư duy khoa học trong khi xem xét, phân tích, nhận định, dự báo về các sự kiện, hiện tượng và quá trình xã hội.
C. Chức năng dự báo. Trên cơ sở nhận diện được hiện trạng xã hội thực tại và sử dụng các lý thuyết dự báo, các nhà xã hội học sẽ mô tả được triển vọng vận động của xã hội trong tương lai gần cũng như tương lai xa hơn. Dự báo xã hội là một thế mạnh của xã hội học. Có thể nói trong tất cả các môn khoa học xã hội thì xã hội học có chức năng dự báo mạnh nhất và hiệu quả nhất.
F. Chức năng thực tiễn. Xã hội học thực sự góp một phần hết sức quan trọng vào việc cải biến hiện thực. Auguste Comte cha đẻ của ngành khoa học này ngay từ lúc sơ khai đã nhấn mạnh chức năng cải tạo xã hội của nó mà ông tóm tắt trong mệnh đề rất nổi tiếng "Biết dự đoán, biết kiểm soát". Còn các nhà xã hội học Anh cũng đã khẳng định "Xã hội học không chỉ đơn thuần là một ngành khoa học lý giải và phân tích đời sống xã hội, mà còn là phương tiện thay đổi xã hội". Marx thì cho rằng "Các nhà triết học cho tới nay mới chỉ giải thích thế giới. Vấn đề là biến đổi thế giới". Các nhà xã hội học cho rằng nếu như họ kém cỏi đến mức không làm được cái gì cả thì chí ít "những dữ liệu của họ cũng thường được sử dụng để xây dựng các chính sách". Xã hội học không phải là khoa học nghiên cứu hoạt động quản lý, nhưng các hoạt động quản lý kể cả quản lý kinh tế, hành chính hay nhân sự chỉ trở nên tối ưu khi mà biết sử dụng tốt các kết luận, nhận định và dự báo của xã hội học. Các phương pháp, các kỹ thuật thao tác, các cách thức tiếp cận xã hội của xã hội học được các ngành khoa học khác nhau cũng như các lĩnh vực khác nhau của kinh tế, chính trị, văn hóa,... sử dụng như một công cụ hữu ích và hết sức cần thiết trong quá trình hoạt động. Chúng ta có thể thấy rõ điều đó qua các cuộc thăm dò dư luận xã hội trước các cuộc tranh cử, hay các phương pháp điều tra của xã hội học được ứng dụng vào việc thăm dò nhu cầu, thị hiếu khách hàng trong marketing. Do vậy "xã hội học sẽ làm một công cụ hữu hiệu để cho con người có thể xây dựng cho mình một xã hội tốt đẹp hơn".

## Xã hội học ở Việt Nam
Việt Nam ban đầu xây dựng nền khoa học xã hội mà chủ yếu theo mô hình của Liên Xô, không coi trọng ngành xã hội học. GS Phạm Đức Dương cho biết nguyên nhân: "Đối với phe xã hội chủ nghĩa, ngành Xã hội học không được mấy quan tâm bởi nhẽ người ta coi đó là một ngành khoa học theo quan điểm và phương pháp tiếp cận tư bản chủ nghĩa, đối lập với chủ nghĩa duy vật lịch sử Marxist. Thật ra bộ máy tập trung quan liêu của mô hình xã hội chủ nghĩa trước đây không ưa gì Xã hội học".  Cho nên đến những năm đầu thập niên 1970, Xã hội học vẫn còn là một ngành khoa học khá xa lạ trong nền khoa học xã hội Việt Nam. Sau đó do nhận thức được sự quan trọng của ngành Xã hội học, nên vào năm 1977, Ban Xã hội học thuộc Ủy ban Khoa học Xã hội Việt Nam được thành lập do ông Vũ Khiêu làm Trưởng ban. Đây là cơ quan chuyên môn xã hội học đầu tiên được xây dựng trong Ủy ban Khoa học Xã hội Việt Nam.

### Các Trường đào tạo ngành Xã hội học ở Việt Nam
- Khoa Xã hội học và Công tác xã hội, Trường Đại học Khoa học Xã hội và Nhân văn (Đại học Quốc gia Hà Nội)
- Khoa Xã hội học, Trường Đại học Khoa học Xã hội và Nhân văn (Đại học Quốc gia Thành phố Hồ Chí Minh)
- Khoa Xã hội học và Phát triển, Học viện Báo chí và Tuyên truyền
- Khoa Xã hội học, Trường Đại học Công đoàn
- Khoa Xã hội học – Công tác Xã hội – Đông Nam Á, Trường Đại học Mở Thành phố Hồ Chí Minh
- Khoa Khoa học xã hội & Nhân văn, Trường Đại học Tôn Đức Thắng
- Khoa Khoa học Xã hội và Nhăn văn, Trường Đại học Cần Thơ
- Khoa Khoa học Xã hội và Nhăn văn, Trường Đại học Văn hiến
- Khoa Xã hội học và Công tác xã hội, Trường Đại học Khoa học, Đại học Huế
- Khoa Công tác Xã hội, Trường Đại học Sư phạm Hà Nội
- Khoa Khoa học Xã hội, Học viện Nông nghiệp Việt Nam
- Khoa Công tác Xã hội, Học viện Thanh thiếu niên Việt Nam